# Il duomo di Milano
Il duomo di Milano è un film documentario del 1947 diretto da Alessandro Blasetti.